# Le Chat qui pêche

Le Chat qui pêche est un club de jazz et un restaurant à Paris, fondé au milieu des années 1950. Il est situé dans une cave de la rue de la Huchette au Quartier latin (rive gauche de la Seine).

## Nom
Le Chat qui pêche tire son nom de la rue du Chat-qui-pêche, la plus petite rue de Paris, sur laquelle donne l'établissement.

## Histoire
Le Chat qui pêche est à l'origine dirigé par Mme Ricard, qui avait fait partie de la Résistance française pendant la Seconde Guerre mondiale. Elle « avait l'air si petite et si délicate qu'on la comparait au “Petit Moineau”, Edith Piaf. Selon la légende, Ricard serait devenue une héroïne de la Résistance française en fournissant des renseignements contre les nazis. Tandis qu'elle déambulait dans le club, elle était chaleureuse, appelant les musiciens “mes enfants” et les logeant dans un appartement qu'elle gardait au-dessus du club ». 
Selon les souvenirs de Jimmy Wormworth (en), qui a été invité à se produire au Chat qui pêche en août 1957 avec son American Jazz Quintet (comprenant Wormworth en tant que batteur et chef, Roland Ashby au piano, Sal Amico à la trompette, Barry Rogers (en) au trombone et George Braithwaite au saxophone alto) : « On m’a dit que nous avions fait de son club un succès, car de nombreux circuits touristiques en bus venaient nous entendre et que, après nous, Madame Ricard avait embauché nombre de musiciens de jazz américains réputés. Cela lui permit d'avoir les fonds pour ajouter un autre étage dans le club... Je ne sais pas si c'est vrai, mais je pense que c'est le regretté Al Levitt qui m'a dit cela, car il est resté à Paris après notre retour aux États-Unis ».
Le club a duré jusqu'en 1970, lorsque Mme Ricard a vendu son commerce. Un restaurant du même nom opère maintenant à l'emplacement.

## Artistes invités
Dans les années 1960, de nombreuses légendes du jazz y ont joué, dont Bud Powell, Chuck Israels, Chet Baker,, Eric Dolphy Jackie McLean, Johnny Griffin, Lucky Thompson, Oscar Pettiford et Donald Byrd, dont le concert de 1958 Au Chat qui pêche (avec le pianiste Walter Davis, Jr., le bassiste Doug Watkins, le batteur Art Taylor et mettant en vedette Bobby Jaspar au ténor) est l'un des premiers enregistrements live en tant que leader.